# IRIB Service extérieur
IRIB Service extérieur est la station de radiodiffusion internationale de l'Iran. Elle dépend de l'IRIB, la radio-télévision nationale qui dépend directement du Guide de la révolution, Ali Khamenei.
Elle est créée en 1956 avec pour objectif de faire connaître le pays au reste du monde. En 1956 commencent les émissions en anglais, suivies en 1957 par celles en français. La programmation change après la révolution iranienne et le service est depuis lors utilisé pour propager les valeurs de la République islamique. En 1982 débute la diffusion d'émissions en espagnol. L'italien fait son apparition en 1995.
La diffusion se fait par ondes courtes et par satellite (Telstar 5 (en), Telstar 12 (en), Arabsat 2D). Les émissions se font en 27 langues dont l'albanais, l'allemand, l'anglais, l'arabe, l'Azéri, le bosniaque, l'espagnol, le français, l'hébreu, l'italien et le russe.
Le programme de la radio consiste en la récitation de textes religieux et en la diffusion de nouvelles et de commentaires politiques. La rédaction française produit deux heures de programmes par jour. Une émission d'une heure intitulée The Voice of justice (« La Voix de la justice ») est diffusée spécialement pour les États-Unis.
La radio, contrôlée par les conservateurs, donne la parole à ceux qui relaient les messages des durs du régime. Ainsi, la section allemande a interviewé Ahmed Huber, antisémite suisse, et Gerd Honsik (en), néo-nazi autrichien.